# Batalla de San Marino
La batalla de San Marino ―también llamada batalla de Monte Titano― se libró entre el 17 y el 20 de septiembre de 1944 como parte de la Campaña de Italia durante la Segunda Guerra Mundial. Los ejércitos británico e indio se enfrentaron con el ejército alemán y algunas facciones del nuevo ejército italiano que no reconocían al proclamado Reino del Sur, cuando las tropas del Eje ingresaron a la neutral República de San Marino. 
San Marino había declarado su neutralidad a comienzos de la guerra, y no se vio afectado por los acontecimientos en Europa hasta 1944, cuando los Aliados avanzaron considerablemente sobre la península itálica. Una de las principales líneas defensivas de los alemanes, la Línea Gótica, corría a través del territorio italiano a una corta distancia al sur de la frontera sanmarinense. En la Operación Olive, iniciada a fines de agosto, los Aliados atacaron el extremo oriental de la línea para pasar a través de Rímini e irrumpir en las llanuras al norte de la ciudad. Ya que San Marino estaba al sudoeste de Rímini, el plan era bordearlo por completo. En respuesta al movimiento de los Aliados, los alemanes enviaron a ese país un pequeño grupo de hombres para proteger sus líneas de comunicación y actuar como observadores de artillería.
Después de algunos días, el objetivo principal del ataque se detuvo al sur de Rímini por la resistencia y el mal tiempo, mientras que las fuerzas de flanqueo británicas e indias comenzaron a abrirse paso hasta el oeste para luego tomar el frente en dirección a San Marino. El 17 de septiembre la 4.ª División de Infantería india atacó a la 278.ª División de Infantería alemana para ocupar unas colinas al otro lado de la frontera sanmarinense. Después de intensos combates para controlar dichas colinas, la situación se estabilizó el día 19 y el ejército aliado comenzó a avanzar por sí mismo hacia la ciudad de San Marino. Las tropas capturaron la ciudad la tarde del 20 de septiembre y la 4.ª División de Infantería india dejó el país al día siguiente bajo el control de las fuerzas de defensa locales. 
Tras la batalla hubo una disputa entre los gobiernos del Reino Unido y de San Marino sobre la supuesta responsabilidad de los Aliados en la infracción de la histórica neutralidad sanmarinense, pero tras varios años, un acuerdo diplomático solucionó el problema entre ambos países.

## Antecedentes

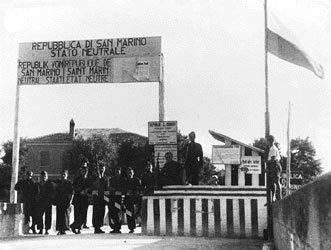
Un puesto de control fronterizo con un cartel que señala la neutralidad de San Marino en italiano, alemán y francés

La República de San Marino, un microestado ubicado al norte de la península itálica y rodeado completamente por el entonces Reino de Italia, había desempeñado un papel poco relevante durante la Segunda Guerra Mundial, pues aunque había tenido un gobierno de corte fascista estrechamente alineado con el régimen de Benito Mussolini, siempre mantuvo su neutralidad durante el conflicto.
En septiembre de 1940 un artículo de la revista Time informó que San Marino le había declarado la guerra al Reino Unido. Tras esto, los sanmarinenses tuvieron que enviar un comunicado al gobierno británico en el que le explicaban que se trataba de un error. A comienzos de 1942 el gobierno de San Marino hizo saber que no estaba en guerra con los Estados Unidos, posición que confirmó el Departamento de Estado de ese país. En 1944 el Ministerio de Relaciones Exteriores británico indicó que el Reino Unido nunca declaró la guerra, pero que tampoco había reconocido formalmente la neutralidad de San Marino y que sentía que una acción militar en su territorio era justificada si este era usado por las fuerzas del Eje.
El 27 de junio de 1944 la Real Fuerza Aérea Británica bombardeó el pequeño país creyendo que allí había tropas alemanas. En esta acción murieron al menos 35 personas. El gobierno de San Marino declaró ese mismo día que no había instalaciones o equipos militares en su territorio y que no se le había autorizado la entrada a fuerzas beligerantes. A principios de julio, se anunció que el mando alemán había puesto letreros prominentes cerca de los puestos fronterizos para instruir a sus unidades a que no entraran, y el país reiteró nuevamente su neutralidad.

## Preludio

### Asalto a la Línea Gótica

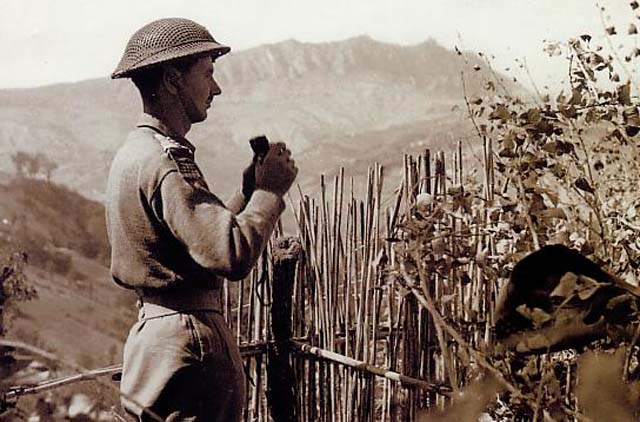
Un soldado británico observa las posiciones alemanas cerca de San Marino

A fines del verano de 1944, los alemanes en Italia se replegaron hacia la Línea Gótica, una cadena de posiciones defendidas que se extendía a lo ancho de la península itálica. Los Aliados idearon un plan para abrirse paso y hacer retroceder a las defensas enemigas a las llanuras del norte de Italia. Para esto, el VIII Ejército británico las atraería hacia la costa adriática, acción que en código se llamó Operación Olive. En ella, once divisiones atacarían a lo largo de un frente angosto, para juntarse en la brecha de Rímini, un tramo de trece kilómetros de llanuras costeras alrededor de la ciudad. Una vez allí se alejarían de los llanos de la Romaña y avanzarían al este, hacia Bolonia. Mientras tanto, el V Ejército estadounidense empujaría hacia el norte a lo largo del centro de la península, con la esperanza de converger con los británicos en Bolonia y atrapar un gran número de alemanes en un movimiento de pinza.
El ataque principal de los Aliados comenzó el 25 de agosto y el día 29 alcanzaron el valle del río Foglia —parte importante de la Línea Gótica—, que atravesaron rápidamente. Los alemanes intentaron armar una segunda línea defensiva cerca de una cadena de colinas en Coriano, una estribación al norte del río Conca que era el último obstáculo geográfico importante al sur de Rímini. La ofensiva aliada alcanzó el río el 3 de septiembre pero se paralizó por problemas técnicos en sus tanques, el fortalecimiento de la resistencia alemana y la intensa lluvia. El ejército aliado se detuvo y trajo refuerzos mientras esperaba una oportunidad para reanudar la ofensiva a lo largo de la costa. En el flanco izquierdo del ataque, la lucha se había detenido en la batalla de Gemmano, al sur del Conca.
En este lugar, los hombres del ala izquierda de los Aliados se formaron en una línea que se dirigía al sur de las colinas de Coriano y orientada hacia San Marino, a pocas millas de distancia. La 56.ª División de Infantería británica estaba frente a una localidad llamada Croce, y la 46.ª División frente a una bien defendida posición en Gemmano. La 4.ª División de Infantería india estaba al sur de la 46.ª, formando el ala más a la izquierda de la ofensiva. Cuando el ataque a Coriano se reanudó el día 12, las dos divisiones blindadas con apoyo de artillería pesada que lo dirigían empujaron hacia el oeste. Su objetivo era pasar por el pueblo de Montescudo, a unos dos kilómetros de la frontera con San Marino. El ataque principal los empujó con éxito sobre las colinas y la 56.ª División avanzó 1,6 kilómetros más allá de Croce, antes de acabar la noche del día 13. Esa noche, la 4.ª División india aseguró una posición al sur de Gemmano. Finalmente las 46.ª y 4.ª Divisiones indias capturaron el terreno la mañana del 15, y las fuerzas británicas se prepararon para moverse hacia Montescudo y aprovecharse de la confusión alemana.

## Batalla

### Entrada a San Marino

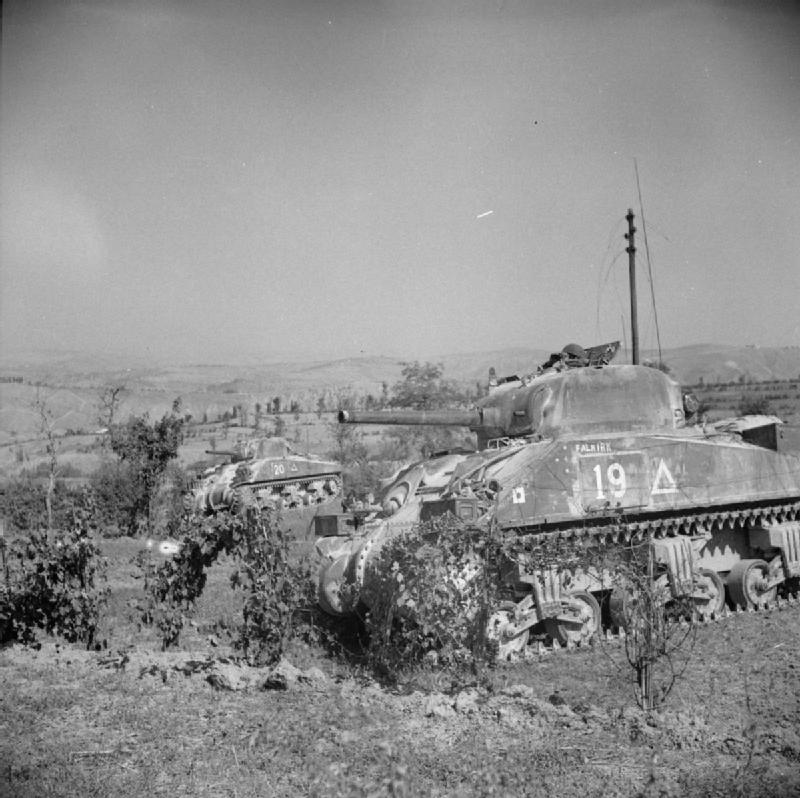
Dos tanques M4 Sherman del 6.° Regimiento Real de Tanques apuntan hacia la artillería alemana en San Marino

La 46.ª División tomó Montescudo el 15 de septiembre, y al día siguiente la 56.ª División entró en el pueblo de Mulazzano, al norte de Montescudo y también cercano con la frontera sanmarinense. Desde allí la lucha se movió hacia el oeste, con la 56.ª División en el flanco norte y la 46.ª en el sur, pero una fuerte resistencia alemana las retuvo.
A principios de septiembre, el ejército alemán había enviado un fuerte contingente a San Marino para defenderlo de los Aliados, lo que les dio el control de una de las principales carreteras de la zona, y permitió a sus observadores de artillería ocupar las alturas. La fuerza defensora alemana salió de la 278.ª División de Infantería, mientras que el día 17 se le asignó a la 4.ª División atacarla.
Los elementos principales de la División —el 3.er/10.º Regimiento Baluchi— cruzaron el río Marano en la frontera oriental de San Marino la noche del 17, y el 1.º/9.º Regimiento de Rifles Gurka se movió entre ellos para atacar los puntos denominados 343 y 366, cerca de Faetano. Las pequeñas colinas, justo detrás del río, eran mantenidas por dos batallones del 993.º Regimiento de Granaderos. El primer punto, el 343, fue tomado a las 05:00, pero la fuerza que ocupaba el punto 366 tuvo que retroceder después de quedarse sin municiones. A un fusilero gurka, Sher Bahadur Thapa, se le entregó de manera póstuma la Cruz Victoria por resistir en la cresta de la colina sin ayuda de nadie durante dos horas, lo que permitió que dos compañías se retiraran con seguridad, antes de que lo mataran mientras intentaba rescatar a un gurka herido.
El punto 343 se mantuvo hasta el 18 de septiembre, aunque a costa de 63 hombres muertos. Por la noche, un grupo de tanques había logrado subir y estabilizar la posición con el apoyo de la artillería. El 4.º/11.º Regimiento Sij se movió alrededor de los gurkas hacia norte y cubrió el flanco norte de las colinas de San Marino, mientras que la 11.ª Brigada de Infantería india pasó a través de ellos para ayudar a rodear la ciudad. En la tarde del 19, el 2.º Batallón, Queen's Own Cameron Highlanders de la 11.ª Brigada comenzó a empujar en las afueras de la ciudad desde el norte, pero por la mañana del 20 de septiembre los retuvieron posiciones defensivas al noroeste de la ciudad, donde comenzaba el camino hacia la parte alta de esta. Los tanques se trasladaron a los suburbios, mientras una compañía de los Cameron Highlanders avanzó hacia la cumbre bajo una fuerte lluvia. En la tarde aseguraron la ciudad, con solo 24 víctimas entre los atacantes, y 54 hombres apresados.
El 21 de septiembre se reclutó a las defensas locales para ayudar a barrer con las tropas alemanas rezagadas. La 4.ª División india avanzó a través de un fuerte vendaval y cruzó la frontera para salir del país.

## Consecuencias

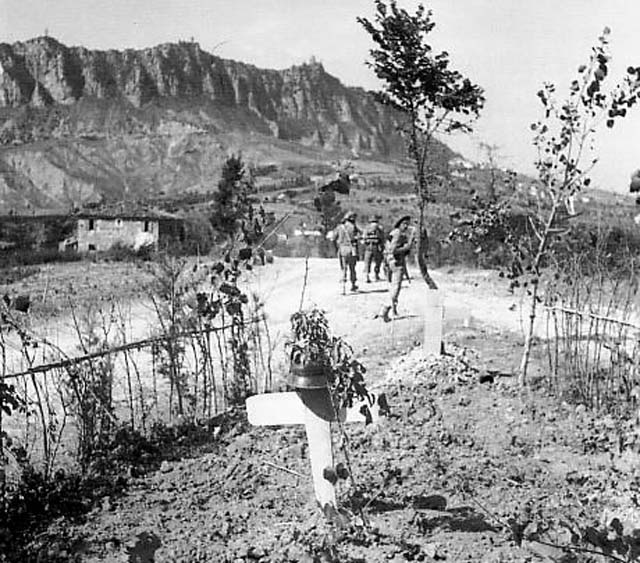
Tropas aliadas en San Marino en septiembre de 1944. En la fotografía se aprecia la tumba de un soldado, con el monte Titano al fondo

El honor de batalla «San Marino» se le otorgó a tres unidades del ejército británico —el Regimiento Real Lincolnshire, el Regimiento York and Lancaster y el Queen's Own Cameron Highlanders— y a dos unidades del ejército indio —el 1.er/9.º Regimiento de Rifles Gurka y el 4.º/11.º Regimiento Sij—. Los tres últimos habían luchado como parte de la 4.ª División india en el ataque principal, mientras que los primeros dos habían tenido batallones en la 138.ª Brigada de Infantería de la 46.ª División.
Las fuerzas aliadas ocuparon San Marino por un corto período tras la rendición alemana. Aun así, los efectos de la batalla se extendieron varios años después. En octubre de 1945, ya finalizada la guerra, San Marino le demandó al gobierno británico una indemnización por 732 millones de liras italianas por su responsabilidad en el ataque de junio de 1944, que se habría pasado a llevar la histórica neutralidad del pequeño país. Del total reclamado, 122 millones de liras correspondían a los daños del bombardeo, 89 millones por los daños durante la ocupación alemana, 501 millones por los daños del conflicto en su territorio y 20 millones por los daños durante la ocupación aliada. El gobierno británico rechazó la demanda argumentando que los daños provocados eran responsabilidad de Alemania, pues según la información que entonces tenían, bombardearon bajo el supuesto de que las tropas alemanas habían cruzado con anterioridad la frontera sanmarinense y que se encontraban allí. Aun así, el Reino Unido ofreció por consideración y simpatía un pago ex gratia de 26 000 libras esterlinas para saldar definitivamente el asunto. La oferta se realizó varias veces pero San Marino mantuvo la decisión de no aceptarla.
En febrero de 1952, San Marino limitó su reclamo a una indemnización por el bombardeo, pero se le cuestionó que no entregara suficientes evidencias que demostraran que los Aliados fueron los primeros en violar su neutralidad. En mayo de ese mismo año los sanmarinenses adjuntaron varios documentos que respaldaban su posición. El gobierno británico reconoció que la información con la que se decidió bombardear podía carecer de fiabilidad, pero mantuvo la posición de que no tenía responsabilidad legal de las consecuencias del ataque. Tras esto, y en virtud de una histórica amistad entre ambas naciones, el gobierno aumentó su oferta a un pago de 80 000 libras esterlinas (unas 33.6 millones de liras). San Marino aceptó el pago y procedió a retirar todas las demandas contra el Reino Unido que tuvieran relación con los ataques en su territorio.